# Université Kokushikan

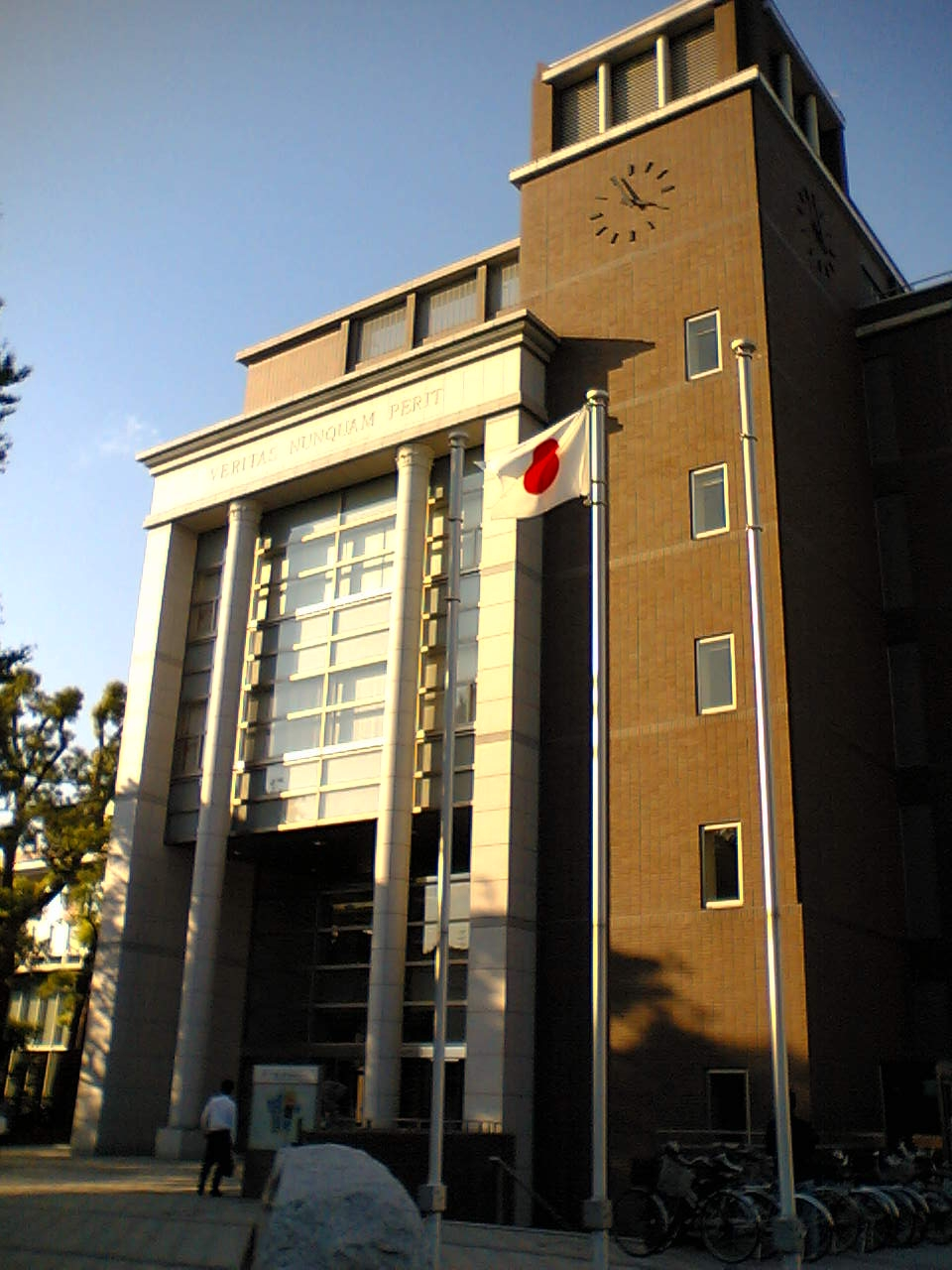
Façade de l'université Kokushikan

L'université Kokushikan (国士舘大学 ; Kokushikan Daigaku) est une université japonaise située dans le quartier de Setagaya à Tokyo.

## Historique
L'établissement a été établi par Shibata Tokujirou en 1917 et est devenu une université privée en 1958.

## Facultés
- Département de sciences politiques et économie,
- Département de droit,
- Département de littérature,
- Département d'éducation physique,
- Département de sciences et ingénierie,
- Département « Asie 21 ».

## Écoles doctorales
- Sciences politiques,
- Science économique,
- Administration Commerciale,
- Ingénierie,
- Droit,
- Lois de la Propriété Intellectuelles Interdisciplinaires, (Japonais)
- Sciences Humaines,
- Système du Sport,
- Globalising Asie, (English)

## Institut de recherche
- Asie Japon Reseach Centre (English web)